# Newby (Craven)
Newby – przysiółek w Anglii, w North Yorkshire. Leży 60,4 km od centrum miasta Harrogate, 89,4 km od miasta York i 330,3 km od Londynu. W latach 1870–1872 miejscowość liczyła 125 mieszkańców.